# Långträsket (Lycksele socken, Lappland, 717023-164809)
Långträsket är en sjö i Lycksele kommun i Lappland och ingår i Umeälvens huvudavrinningsområde. Sjön har en area på 0,731 kvadratkilometer och ligger 244,2 meter över havet.

## Delavrinningsområde
Långträsket ingår i det delavrinningsområde (717128-164767) som SMHI kallar för Utloppet av Långträsket. Medelhöjden är 262 meter över havet och ytan är 4,56 kvadratkilometer. Räknas de 4 avrinningsområdena uppströms in blir den ackumulerade arean 34,58 kvadratkilometer. Vattendraget som avvattnar avrinningsområdet har biflödesordning 4, vilket innebär att vattnet flödar genom totalt 4 vattendrag innan det når havet efter 152 kilometer. Avrinningsområdet består mestadels av skog (76 procent). Avrinningsområdet har 0,73 kvadratkilometer vattenytor vilket ger det en sjöprocent på 16,1 procent.